# Per aspera ad astra
Per aspera ad astra (лат. через тернии к звёздам; также используется вариант ad astra per aspera, лат. к звёздам через тернии) — известное изречение, означающее «Через усилие к победе», «Через трудности к триумфу».
Его авторство приписывается Луцию Аннею Сенеке, древнеримскому философу, поэту и государственному деятелю: Non est ad astra mollis e terris via («не гладок путь от земли к звездам»). Также встречаются[где?] отсылки к Гесиоду.

## Использование

### В геральдике
- Герцогство Мекленбург-Шверин[3]
- Штат Канзас (Ad astra per aspera)[4]
- Чиребон, Голландская Ост-Индия[5]
- Гауда, Нидерланды[6]